# Ephesia jansseni
Ephesia jansseni är en fjärilsart som beskrevs av Louis Beethoven Prout 1924. Ephesia jansseni ingår i släktet Ephesia och familjen nattflyn. Inga underarter finns listade i Catalogue of Life.